# Jardim histórico

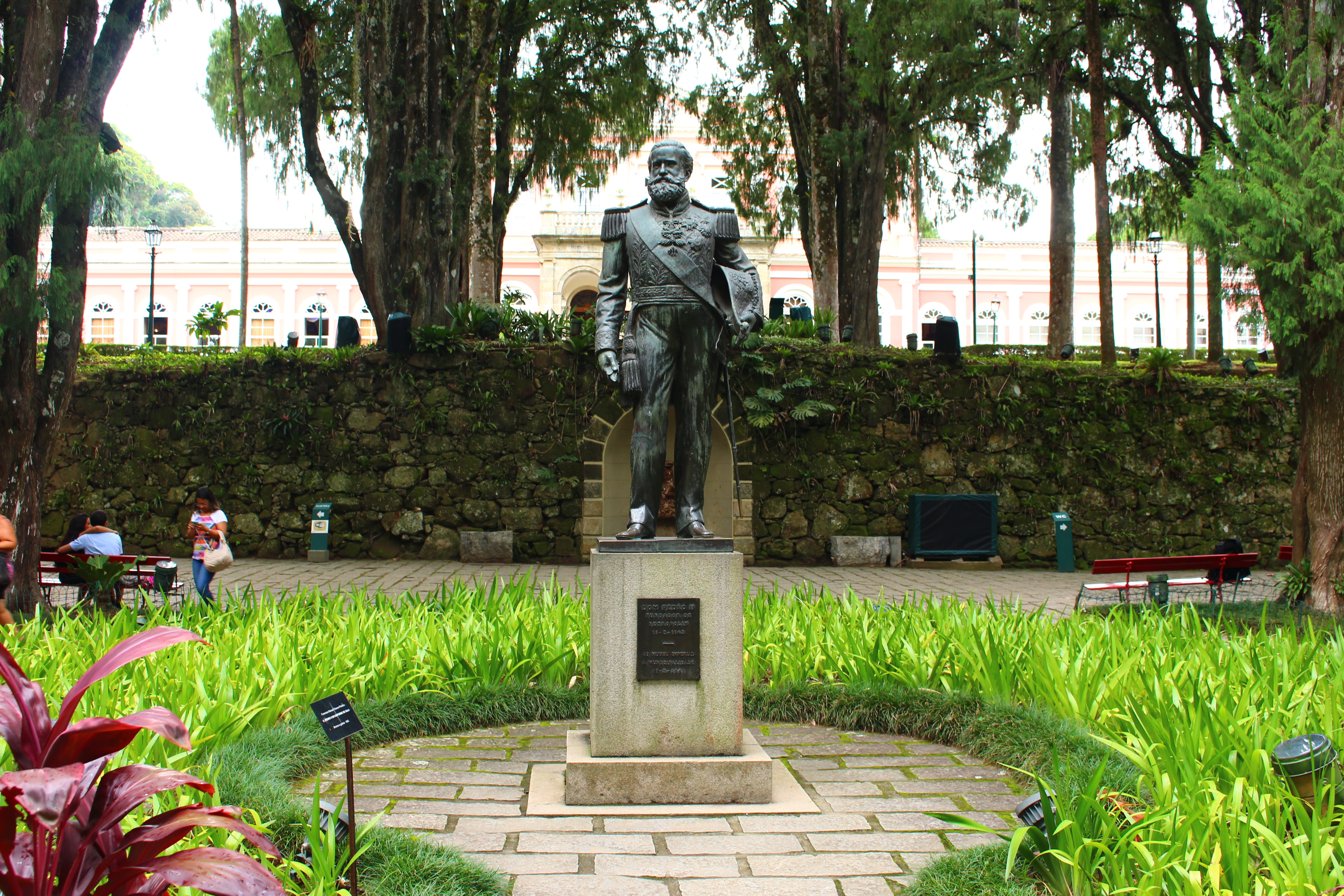
Detalhe dos jardins do Palácio Imperial de Petrópolis, com a estátua de Dom Pedro II.

Jardim Histórico é uma categoria de patrimônio histórico consagrada na Carta de Florença de 1982 e adotada em vários países.
A história oficial do conceito inicia quando a Carta de Veneza, adotada em maio de 1964 no II Congresso Internacional de Arquitetos e Técnicos dos Monumentos Históricos, realizado sob os auspícios do ICOMOS, estabeleceu em seu artigo 1º, como definição de monumento histórico, as obras de arquitetura e os sítios urbanos e rurais que dão testemunho "de uma civilização particular, de uma evolução significativa ou de um acontecimento histórico". Contudo, não havia ainda uma definição para os jardins. Em vista dessa lacuna conceitual, René Pechère, antigo presidente da Federação Internacional de Arquitetos Paisagistas e um ativo proponente da preservação de jardins e paisagens de especial relevância, fundou em 1968 na Sardenha o Comitê de Jardins e Sítios Históricos. Com a colaboração de Gerda Gollwitzer, editora da revista Garden and Landscape, o Comitê reuniu uma equipe de paisagistas, historiadores, arquitetos, botânicos e arqueólogos para estudar o assunto. Em 1971 o grupo se associou ao ICOMOS para a criação do Comitê Científico Internacional de Jardins Históricos (CCIJH).
A Carta de Florença, formalizada em 1982 pelo ICOMOS e o CCIJH, estabeleceu uma série de parâmetros para o seu reconhecimento e conservação. Na carta os Jardins Históricos são considerados "monumentos vivos" de interesse público, frutos de um planejamento deliberado, e compostos de elementos arquitetônicos e vegetais. Entre os elementos arquitetônicos se incluem edifícios, estatuária, fontes, canais, mobiliário e outros. Esses jardins expressam uma relação estreita entre natureza e civilização, podendo ser cenários para o deleite, a contemplação, o devaneio, imagens de um mundo ideal ou de um Paraíso Terrestre, dando testemunho de "uma cultura, de um estilo, de uma época, eventualmente da originalidade de um criador". Esta carta deu impulso para o desenvolvimento do conceito de Paisagem Cultural, com o qual o de Jardins Históricos mantêm afinidades.
Mais tarde o conceito passou a incluir outros jardins, que possam conter elementos arqueológicos; que tenham sido palco de acontecimentos políticos, religiosos e sociais importantes, que tenham sido locais de desenvolvimento de tradições, conhecimentos, práticas e representações referentes à natureza em integração com o homem, ou que sejam elementos valiosos na identidade e na imagem de certos lugares e cidades como depositários de parte da memória cultural e da identidade coletiva de uma determinada sociedade.
Em 1999 o ICOMOS aprovou a transformação do CCIJH no Comitê Científico Internacional de Paisagens Culturais, refletindo a mudança de ênfase no enfoque das áreas de preservação que incluem elementos naturais e humanos, mas Jardim Histórico permanece como um conceito independente e ainda em uso, tendo sido adotado pela UNESCO em vários de seus documentos e convenções.

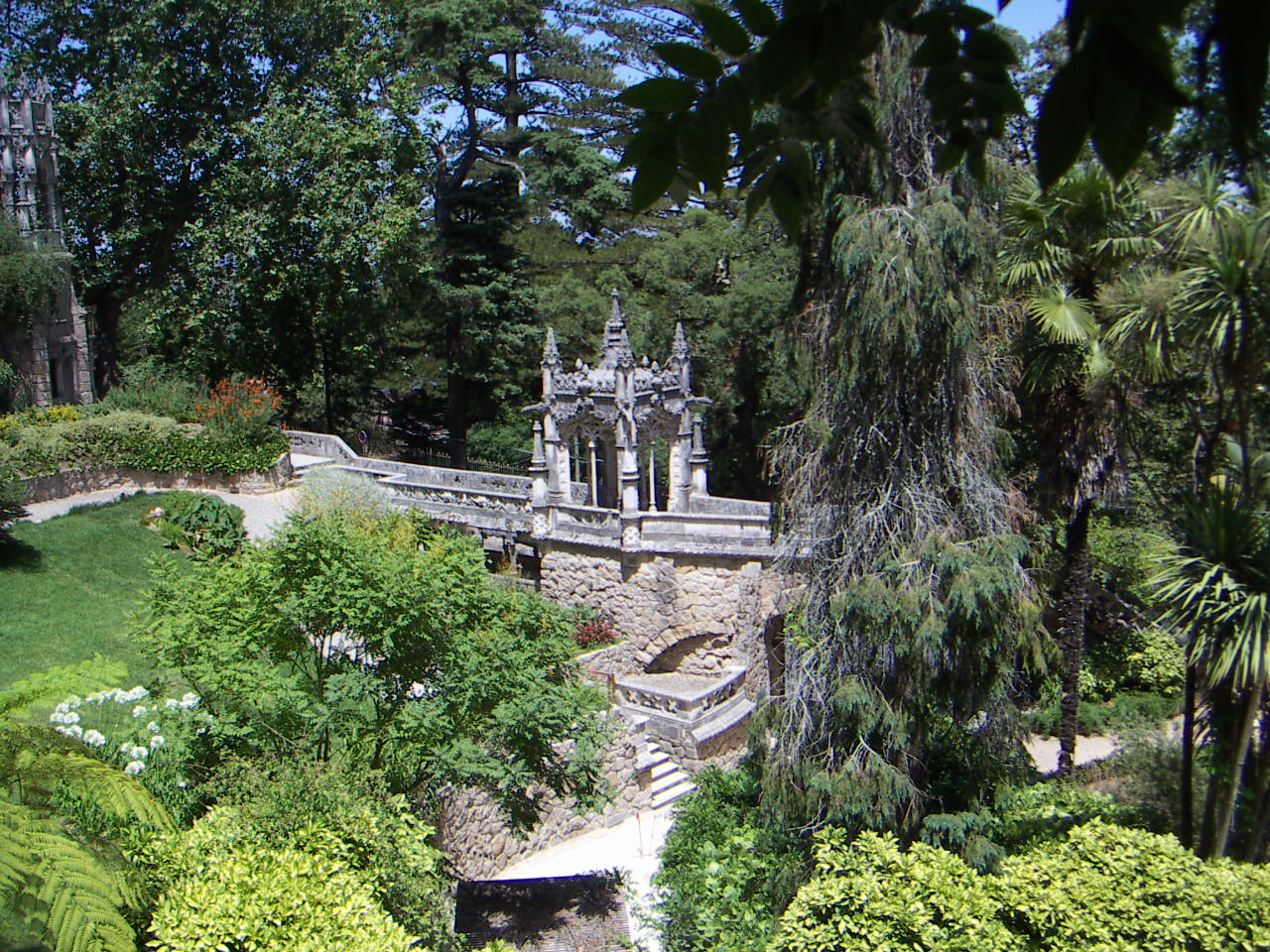
Detalhe dos jardins do Palácio da Regaleira.

Em Portugal os jardins e parques de interesse histórico e cultural foram contemplados na Lei do Patrimônio Cultural Português, e depois incluídos em vários inventários. Em 2003 foi fundada a Associação Portuguesa de Jardins e Sítios Históricos, com o objetivo de estudar e proteger o patrimônio paisagístico.
No Brasil o tema começou a ser estudado pela Coordenadoria de Patrimônio Natural do IPHAN na década de 1980, resultando no Programa Jardins Históricos, que teve o objetivo de catalogar, conservar e recuperar jardins protegidos considerando seus aspectos paisagísticos e artísticos. O conceito foi consagrado em 2010 no I Encontro Nacional de Gestores de Jardins Históricos, organizado pelo IPHAN em parceria com a Fundação Museu Mariano Procópio e a Fundação Casa de Rui Barbosa. Na ocasião foi adotada a Carta dos Jardins Históricos Brasileiros, também conhecida como Carta de Juiz de Fora, traduzindo para a realidade brasileira os princípios expressos na Carta de Florença. A carta brasileira incluiu na sua definição os jardins botânicos, as praças e parques, os largos, vias públicas e alamedas arborizadas e ajardinadas, os hortos, pomares, quintais e jardins privados de tradição familiar, bem como jardins zoológicos, cultivos rurais, cemitérios, claustros, espaços verdes no entorno de monumentos ou no interior de cidades e centros históricos, desde que esses espaços possuam uma relevância especial para seu local ou região e sejam um "rico testemunho da relação entre a cultura e a natureza".
Hoje os Jardins Históricos são uma importante atração turística em muitos países. Podem ser citados como exemplo os jardins do Palácio de Versalhes na França, da Villa d'Este na Itália, do Palácio da Regaleira em Portugal, e do Palácio de Schönbrunn na Áustria, todos eles incluídos no Patrimônio Mundial da UNESCO. No Brasil foram protegidos, entre outros, os jardins do Palácio do Catete, da Casa de Rui Barbosa e do Palácio Imperial de Petrópolis, todos tombados pelo IPHAN.